# St Edmund's College
Il St Edmund's College  è uno dei collegi costituenti l'Università di Cambridge. È uno dei quattro collegi che ammettono solo mature students, cioè studenti sopra i 21 anni di età: la maggior parte degli studenti risulta quindi essere di livello postgraduate, ma una minoranza segue dei corsi universitari per undergraduates.
Di forte tradizione cattolica, il collegio ha affrontato diverse difficoltà con il governo centrale dell'università per poter assumere il pieno statuto di cui gode attualmente. Inizialmente chiamato St Edmund's House, era costituito solamente da alloggi per postgraduates, che via via si ampliariono nei primi decenni del XX secolo. Solo nel 1975 assunse lo statuto di Società Approvata, per diventare poi ufficialmente un collegio nel 1996.

## Altri progetti

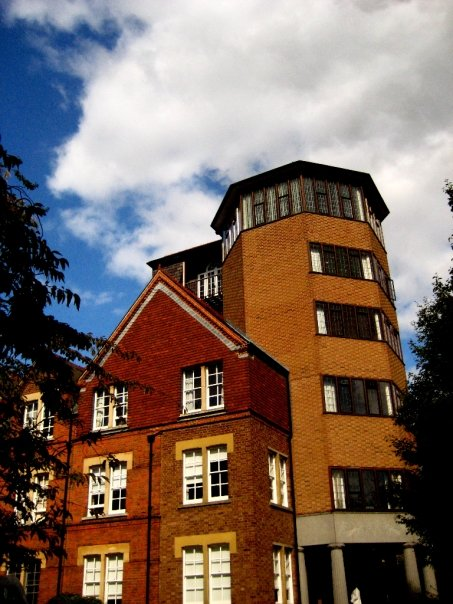
L'entrata principale del St Edmund's College